# Olavius mokapuensis
Olavius mokapuensis är en ringmaskart som beskrevs av Erséus och Davis 1989. Olavius mokapuensis ingår i släktet Olavius och familjen glattmaskar. Inga underarter finns listade i Catalogue of Life.